# 亜矢
亜矢（あや）は、日本のシンガーソングライター。北海道出身。レコード会社はBMG JAPAN（現・Ariola Japan）。

## 経歴
幼い頃から母親が持っていたザ・ベンチャーズやオールディーズのカセットテープを聴いて音楽に親しんでいたが、小学校低学年の時にザ・ベンチャーズのコンサートへ行ったことがきっかけで叔父からギターを借りて弾くようになる。
やがてニルヴァーナの『ネヴァーマインド』に衝撃を受け、ハードロックやパンクを聞き漁る中学時代を送る。
高校へ進学するものの、音楽の道に進むことを決意して半年で中退し、バンドを組んで音楽活動を開始する。家を出て様々なアルバイトをしながら札幌ほか北海道各地を放浪する。ボーカルではなくギタリストとしてセックス・ピストルズやホール、かまいたちなどのコピーバンドで活動していた。20歳の時に出逢ったある俳優に促され、本当に自分のやりたいことを見つけるために東京へ行くことを決意。3日後には北海道を脱出する。
上京して1ヶ月後には芸能事務所へと入り、ダンスポップ・ユニットのボーカルとしてメジャーデビューが決まる。自身のやりたい音楽とは違うと感じながらもデビュー直前までいくが、中心人物の突然死によってデビューの話は立ち消えとなった。その後、自身の方向性を見失うが、ひとまず曲を書き始める。以後、自作曲をアレンジしては8トラックのテープ・レコーダーでデモテープを制作し、一方で米軍基地や渋谷の路上で歌うという生活を3、4年ほど送る。
書き溜めたデモテープが、当時まだ辛うじて繋がっていた事務所を通じて偶然音楽ディレクターの手に渡る。そのディレクターがフー・ファイターズのマネージャーと知り合いだったため、彼を通じてデモテープがニルヴァーナ、サウンドガーデン、パール・ジャム、マッドハニー、R.E.M.などの音楽プロデューサーやレコーディング・エンジニアとして知られるアダム・キャスパーの元に届き、そのデモを元にシアトルでアルバムをレコーディングすることになった。そのレコーディングには、クリス・ノヴォセリック（ベースギター、元ニルヴァーナ）、マット・キャメロン（ドラム、サウンドガーデン、パール・ジャム）、キム・セイル（ギター、サウンドガーデン）、ジョン・マクベイン（モンスター・マグネット）、グレン・スレーター（キーボード、The Walkabouts）らが参加した。
2001年4月、シアトルでレコーディングした曲の中から、ファーストシングル「HANDS」でメジャー・デビューを果たす。
2002年4月、アダム・キャスパーのプロデュースによるデビュー・アルバム「戦場の華」（英題：a flower in the battlefield）をリリース。このアルバムは海外のBMGスタッフの間で評判となり、ドイツ、イギリスをはじめとするヨーロッパで、続いてリリースされたミニ・アルバム「禁じられた歌」と合わせて日本盤が1万枚以上も輸出された。日本盤の輸出としては、BMGジャパンの過去最高枚数を記録した。同年8月にはSUMMER SONIC 2002に参加し、トップバッターを務めた。
2004年6月、セカンドアルバム「BAGHDAD SKY」を発売。このアルバムは、BMGの全世界対象リリース作品となり、韓国、イギリス、ドイツ、フランス、オーストリア、オランダ、ベルギー、フランスなど世界40カ国でも発売された。日本語のロックアルバムとしては初の海外メジャー発売である。
2015年7月、長らく活動を休止していたが、新プロジェクト「CruelShe」としての活動再開が発表された。

## 人物
影響を受けたアーティストは、 ニルヴァーナ、ガンズ・アンド・ローゼズ、ザ・ベンチャーズ、セックス・ピストルズ、パール・ジャム、サウンドガーデン、中島みゆきなど。
芸能界の友人は土屋アンナで、楽曲も提供している。また彼女自身のプロモーションビデオにも土屋アンナが出演している。

## ディスコグラフィ

### シングル
| No. | 発売日        | タイトル                    | C/W曲                                 | 備考                                                           |
| --- | ------------- | --------------------------- | ------------------------------------- | -------------------------------------------------------------- |
| 1   | 2001年4月25日 | HANDS                       | HONEY BEE WHO’S LOVING YOU            | ｰ                                                              |
| 2   | 2001年7月25日 | CRAZY MERMAID               | 性 ～さが～ 未遂                      | -                                                              |
| 3   | 2002年3月20日 | 選択の朝 (Japanese Version) | あぶな坂 ジョナの日記 (Piano Version) | 「あぶな坂」は中島みゆき『私の声が聞こえますか』収録曲のカバー |

### アルバム
| No.  | 発売日        | タイトル     | 備考                   |
| ---- | ------------- | ------------ | ---------------------- |
| 1    | 2002年4月24日 | 戦場の華     | 1st～3rdシングルを収録 |
| mini | 2003年3月26日 | 禁じられた歌 | -                      |
| 2    | 2004年6月9日  | BAGHDAD SKY  | -                      |

### 楽曲提供
- 土屋アンナ 「Forever」作曲 （2006年）
- mink 「祈り」作詞・作曲 （2006年）[注釈 1]

#### CM音楽
- さわやか吐息 （ハウス食品、2004年）

### その他
- AYA BITCH PROJECT （2003年10月14日）
ライブハウス会場・通販限定の3曲入りCD
- 「シュヴァリエ〜絆と報復」サウンドトラック （2006年11月22日）
アニメ主題歌となった「OVER NIGHT」がフルバージョンで収録されている。